# HCG 16
HCG 16 è un gruppo di galassie compatto che fa parte del catalogo Hickson Compact Group ed è formato da sette distinte galassie. Situato in direzione della costellazione della Balena, dista circa 170 milioni di anni luce.
In questo gruppo di galassie sono stati riscontrati intensi processi di formazione stellare e, tra i suoi compenenti, sono presenti due galassie LINER (NGC 838 e NGC 839), due galassie Seyfert 2 (NGC 833 e NGC 835) e tre galassie starburst. La galassia NGC 838 è priva di un buco nero centrale, mentre NGC 835 e NGC 833 ospitano un buco nero supermassiccio; quest'ultima emette raggi X ad un tale livello che risulta spoglia di gas e polveri probabilmente per interazioni con altre galassie avvenute in passato. NGC 839 è il risultato di una fusione con un'altra galassia avvenuto in epoche recenti. Un altro dei membri del gruppo più studiato è NGC 848, una galassia spirale barrata.

## Collegamenti esterni

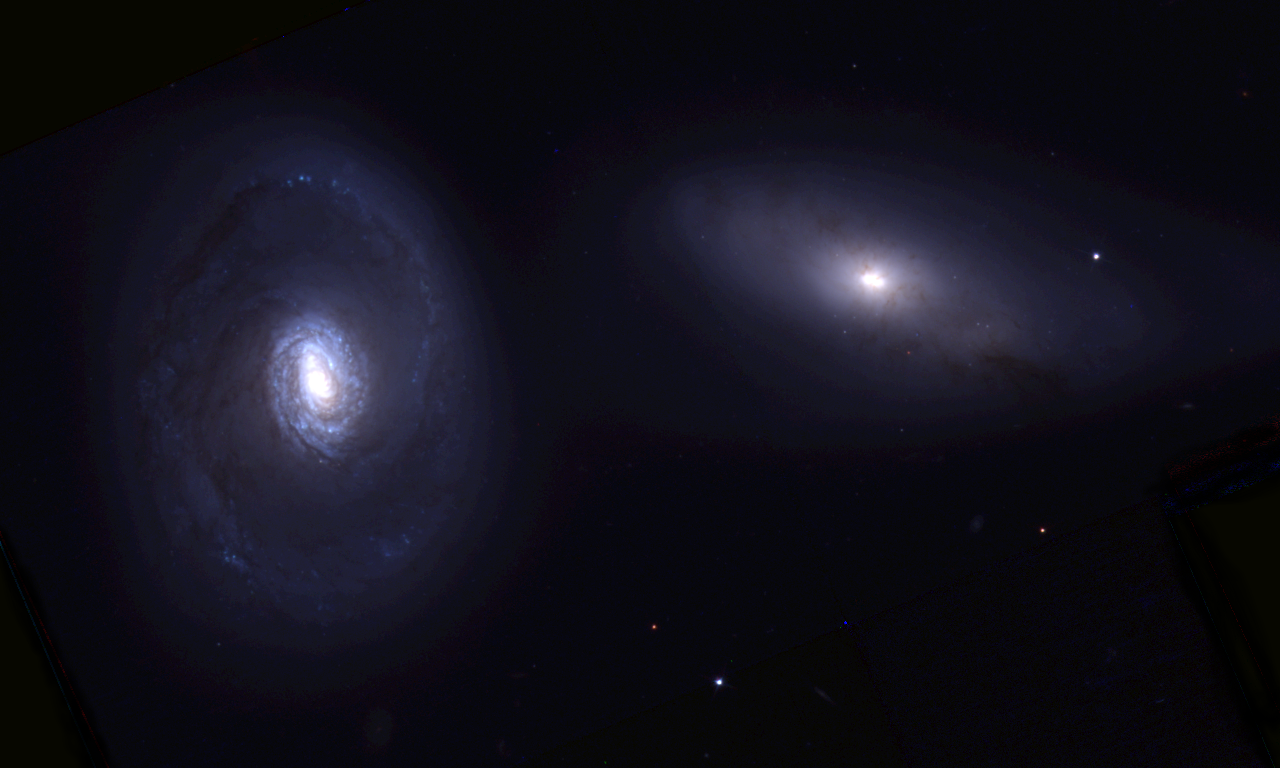
NGC 833 (a destra) e NGC 835 (Hubble Legacy Archive)

## Membri del gruppo
| Nome              | Tipo                 | Ra (J2000)    | Dec (J2000)  | Redshift (km/s) | Magnitudo apparente |
| ----------------- | -------------------- | ------------- | ------------ | --------------- | ------------------- |
| NGC 835 (HCG 16A) | SAB(r)ab: pec LINER  | 02h 09m 24.6s | +10° 08′ 09″ | 4073 ± 10       | 13,14               |
| NGC 833 (HCG 16B) | (R')Sa:pec;Sy2 LINER | 02h 09m 20.8s | +10° 07′ 59″ | 3864 ± 10       | 13,5                |
| NGC 838 (HCG 16C) | SA(rs)0^0 pec: Sbrst | 02h 09m 38.5s | +10° 08′ 48″ | 3851 ± 1        | 13,5                |
| NGC 839 (HCG 16D) | Spec sp; LINER Sy2   | 02h 09m 42.9s | +10° 11′ 03″ | 3874 ± 5        | 14,20               |
| NGC 848           | SBab                 | 02h 10m 17.4s | -10° 19′ 14″ | 3992 ± 18       | 13,6                |